# فريدريك دبليو. فورد
فريدريك دبليو. فورد (بالإنجليزية: Frederick W. Ford) هو سياسي أمريكي، ولد في 17 سبتمبر 1909، وتوفي في 26 يوليو 1986. حزبياً، نشط في الحزب الجمهوري.